# Annales de Gergonne

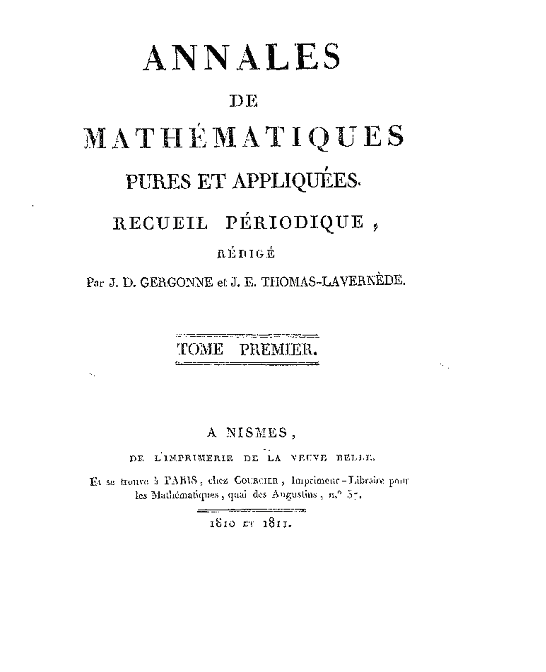
Annales de Gergonne, erster Band

Die Annales de Gergonne, eigentlich Annales de mathématiques pures et appliquées,  waren eine von 1810 bis 1832 erschienene Mathematikzeitschrift, die von Joseph Gergonne (1771–1859) in Nimes herausgegeben wurde. Anfangs hatte er noch einen Mitherausgeber Thomas Lavernède. Es war die erste allgemeine Mathematikzeitschrift.
Insgesamt erschienen 948 Artikel auf 9000 Seiten von rund 140 Autoren. Évariste Galois veröffentlichte darin ebenso wie Joseph Liouville, der nach der Einstellung der Annales de Gergonne seine eigene Mathematikzeitschrift gründete (Journal de Mathématiques Pures et Appliquées). Weitere Autoren waren neben Gergonne selbst unter anderem André-Marie Ampère, Julius Plücker, Christian Kramp, Charles Sturm, Jakob Steiner, Michel Chasles, Étienne Bobillier, Pierre Frédéric Sarrus, Charles Dupin, August Leopold Crelle, Charles Babbage und Jean-Victor Poncelet.
In der Regel erschien die Zeitschrift monatlich und insgesamt erschienen 22 Bände.